# 黄伟鸿
黄伟鸿（1943年10月—），男，汉族，广东普宁人，中华人民共和国政治人物。

## 生平
生于普宁县大南山镇灰寨村，1964年就读于华南工学院，毕业后前往南澳县工作，官至该县副县长，後出任汕头市建设委员会副主任、主任，广东省建设委员会副主任、省人民政府副秘书长，1996年出任广东省发展计划委员会主任、党组书记:1320，2003年当选为广东省人大常委会副主任，任期5年